# Мина Караджич
Мина Караджич е сръбска художничка и писателка, родена в град Виена, дъщеря на Вук Караджич.

## Биография
Израснала е в многолюдно семейство (8 деца). През май 1858 година, с майка си и баща пристигна с кораб от Виена до Земун, с пристигането си в Белград, преминават на православната вяра и променя името си на Милица. Омъжва се за бедния братовчед на княгиня Любица Обренович, имат един син – Янко.

## Творби
През 1850 година изработва портрет на Крали Марко.